# Champtoceaux
Champtoceaux is een plaats en voormalige gemeente in het Franse departement Maine-et-Loire in de regio Pays de la Loire en telt 1748 inwoners (1999). De plaats maakt deel uit van het arrondissement Cholet.

## Geschiedenis
Toen op 15 maart 2015 het kanton Champtoceaux werd opgeheven gingen de gemeenten op in het nieuwe kanton La Pommeraye. Op 15 december 2015 fuseerden de gemeenten van het voormalige kanton tot de commune nouvelle Orée d'Anjou.
De gemeente behoorde tot het kanton Champtoceaux, totdat dit op 22 maart 2015 werd opgeheven en de gemeenten werden opgenomen in het op die dag gevormde kanton La Pommeraye. Op 1 januari 2016 werd Champtoceaux als zelfstandige gemeente opgeheven en werd het de hoofdplaats van de huidige commune nouvelle Orée d'Anjou, waarin alle gemeenten van het voormalige kanton opgingen.

## Geografie
De oppervlakte van Champtoceaux bedraagt 15,6 km², de bevolkingsdichtheid is 112,1 inwoners per km².
De onderstaande kaart toont de ligging van Champtoceaux met de belangrijkste infrastructuur en aangrenzende gemeenten.

## Demografie
Onderstaande figuur toont het verloop van het inwonertal (bron: INSEE-tellingen).